# Bryn Mawr–Skyway
Bryn Mawr–Skyway az Amerikai Egyesült Államok északnyugati részén, Washington állam King megyéjében elhelyezkedő statisztikai település. A 2010. évi népszámlálási adatok alapján 15 645 lakosa van.
A „Bryn Mawr” kifejezés (kiejtése: brɪnˈmɑːr) walesi nyelven „magas dombot” jelent.

## Népesség
A település népességének változása:
| Lakosok száma | 13 977 | 15 645 | 17 397 |
|               | 2000   | 2010   | 2020   |

## Fordítás
- Ez a szócikk részben vagy egészben  a   Bryn Mawr-Skyway, Washington című angol Wikipédia-szócikk ezen változatának fordításán alapul.  Az eredeti cikk szerkesztőit annak laptörténete sorolja fel. Ez a jelzés csupán a megfogalmazás eredetét és a szerzői jogokat jelzi, nem szolgál a cikkben szereplő információk forrásmegjelöléseként.